# Article 22 de la Constitution tunisienne de 1959
L'article 22 de la Constitution tunisienne de 1959 est le 22e des 78 articles de la Constitution tunisienne adoptée le 1er juin 1959.
Cinquième article du deuxième chapitre intitulé « Le pouvoir législatif », il décrit la composition de l'Assemblée nationale tunisienne, les conditions de ses membres, leurs attributions et son fonctionnement. 

## Texte
« L'Assemblée nationale est élue pour un mandat de cinq années au cours des trente derniers jours de la législature. »